# Un judici celestial
Un judici celestial (títol original: Defending Your Life) és una pel·lícula estatunidenca d'Albert Brooks estrenada l'any 1991. Ha estat doblada al català.

## Argument
Daniel Miller mor en un accident de cotxe i es troba a Judgment City, la ciutat del Judici, última ciutat d'espera per preparar-lo per la vida eterna.
En quatre dies, necessita l'ajuda d'un advocat d'ofici, i demostrar a un jutge que ha estat valent i generós en la seva vida amb la finalitat de poder pujar allà dalt. Durant els dies que passa allà-baix, coneix Julia a la ciutat, una jove mare de dos fills, i s'enamora.

## Repartiment
- Albert Brooks: Daniel Miller
- Meryl Streep: Julia
- Rip Torn: Bob Diamond
- Lee Grant: Lena Foster
- James Eckhouse: el propietari del Jeep
- Ethan Embry: Steve
- George D. Wallace: el jutge de Daniel

## Al voltant de la pel·lícula
- "Film imperfecte, com és norma al cinema de Brooks, però ple de brillants idees (...) Un guió summament original, una posada en escena realment atractiva i unes interpretacions d'altura per a aquest divertit i entretingut film"[3]

- El film no va trobar un èxit comercial, però ha esdevingut de culte per la continuació gràcies al vídeo i a les difusions en cadenes de cable.